# Nicolas Broca
Nicolas Broca fue un historietista belga (Lieja, 18 de abril de 1932-7 de febrero de 1993), conocido por el seudónimo Nic.

## Biografía
Nicolas Broca trabajó en Dupuis en los años 1970, y en 1980 comenzó a ilustrar las aventuras de Spirou et Fantasio, ejerciendo entonces Raoul Cauvin como guionista. Tres largos relatos, La Ceinture du grand froid, La Boîte noire, y Les Faiseurs de silence, fueron publicados en la revista, y luego editados en álbum. Debido al escaso entusiasmo que generaron estas creaciones, Dupuis confió la serie al guionista Philippe Tome y al dibujante Janry.
No obstante, Nicolas Broca no abandonó la editorial Dupuis, quedando en el estudio de animación donde creó Snorky, que tuvo un gran éxito al ser difundido en TF1 y La Cinq, además de contar con algunos álbumes de historietas.

## Obra
- Les Snorky (Snorkels) - 1982 - Nic Broca (guion y dibujos)
- Spirou, La ceinture du grand froid - 1983 - Nic Broca (dibujos) y Cauvin (guion)
- Spirou, La boite noire - 1983 - Nic Broca (dibujos) y Cauvin (guion)
- Spirou, Les faiseurs de silence - 1984 - Nic Broca (dibujos) y Cauvin (guion)
- Spirou HS n°3, Le Fantacoptère solaire - 2003 - Nic Broca (dibujos) y Alain de Kuyssche (guion). Este último intervino en la prepublicación con el seudónimo de A. Lloyd.